# Téléthon en France
- 
Pour les articles homonymes, voir Téléthon.
En France, le Téléthon est un événement caritatif organisé depuis 1987 par l'Association française contre les myopathies (AFM) pour financer des projets de recherche sur les maladies génétiques neuromusculaires (myopathies, myotonie de Steinert) essentiellement, mais aussi sur d'autres maladies génétiques rares. L'argent est également utilisé pour aider au quotidien et accompagner les malades essentiellement atteints de myopathie.
Le Téléthon est organisé avec l'aide de France Télévisions, qui met en place un marathon télévisuel sur ses chaînes le premier week-end du mois de décembre de chaque année, ainsi que l'aide du Lions Clubs.
Cet événement, qui recueille 3 % des dons annuels des Français, est la plus grosse collecte populaire au monde.

## Les origines
Dans les années 1980 aux États-Unis , le Téléthon est un marathon télévisé de vingt-deux heures en studio qui permet de récolter des fonds provenant de dons de particuliers ou d'entreprises privées.
Au début des années 80, Antenne 2 refuse à l'animatrice Dorothée l'importation du concept en France, prétextant qu'il ne rencontrerait aucun succès.
En août 1986, Pierre Birambeau cadre supérieur et parent d'un enfant handicapé part mener l'enquête aux États-Unis avec sa femme, son fils aîné Rémi, quinze ans, et Damien, treize ans, atteint de myopathie.
Il constate alors que le Téléthon 1986 américain a récolté ce qui serait aujourd'hui l'équivalent de 30 millions d'euros. Il revient plein d'enthousiasme et entreprend de convaincre l'AFM de la chance que représenterait un évènement identique en France.
Le Conseil d'administration de l'AFM sous la présidence de Bernard Barataud le charge alors d'organiser l'émission.
L'AFM choisit Antenne 2 et le Lions Club de France dont les membres bénévoles répondront au téléphone.
La première édition a eu lieu le 4 et 5 décembre 1987, animée par Michel Drucker, Claude Sérillon, Gérard Holtz, Jacques Chancel et le parrain Jerry Lewis.
Le montant des dons est un succès : plus de 175 millions de francs (29,7 millions d'euros). Le compteur à 8 chiffre à dû se voir rajouter le chiffre 1, écrit à la main, pour afficher la somme totale.
« Le Téléthon n'a pas été le fruit du hasard, insiste Pierre Birambeau. L'avancée sur la myopathie de Duchenne en 1986 (la découverte du gène) nous offrait quelque chose de concret. Il fallait se donner les moyens d'aller plus loin, beaucoup plus loin. Tout est venu d'une formidable intuition. Ça bougeait dans la recherche, il ne fallait pas passer à côté des occasions de progresser ».
Le succès du premier Téléthon confirmé, l'AFM se lance dans l'aventure et invite le grand public à signer un pacte avec des scientifiques et à prendre un pari avec eux sur l'avenir. Le Téléthon aura désormais lieu tous les ans.

## Organisation
Le Téléthon a lieu chaque année lors du premier week-end du mois de décembre (du vendredi en début de soirée au dimanche tôt le matin).

### La collecte nationale
Au début uniquement sur la chaîne de télévision France 2, à laquelle s'ajoute France 3 depuis 2006. Depuis 2011, l'opération est désormais relayée sur l'ensemble des chaines de France Télévisions. En plus des artistes, des bénévoles et des scientifiques appuient les promesses de dons.
Hormis les éditions du Téléthon de 1991 et de 2010, les sommes récoltées ont souvent légèrement dépassé les promesses de don.
Certaines différences ont pu être constatées à cause de retard de collecte de certains legs et donations ou changement de référence comptable, sachant qu'environ 85 % des promesses sont réalisées au cours du mois de décembre. Mais chaque don arrivé à l'AFM avant le 1er avril de l'année suivante est considéré comme provenant du Téléthon et affecté comptablement à cet évènement. Il n'est donc jamais trop tard pour retourner la promesse reçue par la poste.
Depuis le début, le Téléthon bénéficie d'un numéro de téléphone national court unique, le 36 37 vers des « centres de promesse » coordonnés par le Lions Club de France. Ces centres sont répartis dans plusieurs villes de chacune des régions et animés par des bénévoles.
Au bout du fil, un bénévole enregistre le montant de la promesse de don, les coordonnées postales du donateur sur une « liasse de promesse » anonymisée formant enveloppe. Ces enveloppes sont ensuite acheminées par la poste dans les jours suivants jusqu'au donateur. Celui-ci n'a alors plus qu'à glisser un chèque et la renvoyer gratuitement à l'AFM.
Lors de la réception du don, l'AFM s'engage à retourner un reçu fiscal du don (si souhaité par le donateur) afin que la somme puisse être déduite de la déclaration de l'année en cours. Depuis 2007, le reçu fiscal peut également être retourné aux donateurs par courriel s'ils le préfèrent (ce qui fait aussi économiser des coûts de traitement).
Le Téléthon reçoit aussi des promesses par Internet depuis 1997 via son site officiel ou les sites de France Télévisions, ainsi que par le site : https://don.telethon.fr/, Lorsque ces 2 moyens sont utilisés, 1 euro de plus est reversé pour la recherche, car cela permet d'économiser les frais de traitement des paiements et d'expédition des enveloppes.
L'acheminement des courriers est largement pris en charge par La Poste, partenaire depuis le début.

### La collecte locale
Une autre source de collecte est représentée par des « animations » organisées par des bénévoles sous la dénomination « Force T »,,,. Elles prennent le plus souvent la forme de jeux ou défis sportifs. Ces animations sont parfois organisées par des entreprises.

## Identité visuelle
Le logo du Téléthon reprend, en l'intégrant, le logo de l'AFM et a donc évolué avec celui-ci.
Ce dernier représente un "bonhomme" c'est-à-dire un être humain. Orienté originellement plutôt vers la gauche, il a ensuite été inversé en miroir vers la droite, pour porter un message d'avenir et d'espoir. Il est coloré, afin d'évoquer l'idée que, même si les maladies sont gravissimes car souvent mortelles, les malades eux croient en l'avenir (la recherche et la guérison) et font de leur quotidien des sources de joie malgré tout.
Chaque année, l'AFM organise d'ailleurs la journée des Familles, évènement festif dédié aux malades

### Logo de l'AFM Téléthon

Logo AFM officiel de 2008 jusqu'au 12 avril 2012
Logo AFM officiel depuis le 12 avril 2012

### Logos de l'émission télévisée

Logo de l'émission jusqu’en 2004
Logo de l'émission en 2010
Logo de l'émission en 2011
Logo de l'émission en 2012

## Animateurs principaux du Téléthon
- Laurent Boyer (2014)
- Jacques Chancel (1987)
- Patrick Chêne (1997-1999)
- Sophie Davant (depuis 1998)
- Dave (2015)
- Michel Drucker (1987-1989, 1994-1996)
- Cyril Féraud (depuis 2017)
- Gérard Holtz (1987-1996, 2002-2003)
- Patrice Laffont (2000-2001)
- Frédéric Mitterrand (1997)
- Nagui (depuis 2004)
- Marie-Ange Nardi (1997)
- Claude Sérillon (1987-1996)

## Bilan financier
L'AFM à chaque mobilisation établi la comptabilité de la collecte des dons.
Le Téléthon rapporte 82 % des collectes de l'AFM. Plus précisément, 55 % viennent des dons par téléphone au 36 37 et Internet, 40 % proviennent des animations organisées en France. Ses autres ressources sont principalement des legs (5,9 %) et du pôle Yolaine de Kepper (6,8 %).
Entre 2008 et 2013, le coût cumulé de l'émission a représenté un peu plus de 19 millions d'euros, dont 2,7 millions ont été couverts par la publicité et les parrainages tandis que l'AMF–Téléthon s'est vu facturer 10,8 millions d'euros.
Quant aux dépenses, 17 % servent aux frais de gestion, frais de collectes et logistiques et au budget de fonctionnement de l'AFM. 83 % servent aux missions sociales : la recherche médicale (biothérapies, essais thérapeutiques, programmes stratégiques), l'accompagnement aux familles et plateforme d'aide et la communication et opérations de sensibilisations.

### Sommes récoltées depuis 1987
Le total des sommes collectées par le Téléthon depuis 1987 s'élève à 2 milliards 977 millions d'euros environ (à 2024).
| Édition | Dates         | Plateau TV principal                                                          | Parrains/Marraines                                         | Campagnes                                                                       | Promesses de dons en € (en FRF jusqu'en 2001) | Sommes collectées,(en €)      |
| ------- | ------------- | ----------------------------------------------------------------------------- | ---------------------------------------------------------- | ------------------------------------------------------------------------------- | --------------------------------------------- | ----------------------------- |
| 1987    | 4 et 5 déc.   | Studio 102 de la Maison de la Radio à Paris                                   | Jerry Lewis                                                | La myopathie tue muscle après muscle.                                           | ≈ 27 643 193 € 180 327 459 fr                 | ≈ 29 650 000                  |
| 1988    | 2 et 3 déc.   | Studios SFP des Buttes-Chaumont à Paris                                       | Mireille Mathieu                                           | Il faut que la force reste à la vie.                                            | ≈ 28 360 000 € 186 000 000 fr                 | ≈ 28 490 000                  |
| 1989    | 8 et 9 déc.   | Studio 102 de la Maison de la Radio à Paris                                   | Alain Delon                                                | Contre les maladies génétiques, l'amour ça ne suffit pas.                       | ≈ 38 900 000 € 256 310 754 fr                 | ≈ 40 930 000                  |
| 1990    | 7 et 8 déc.   | Studio 102 de la Maison de la Radio à Paris                                   | Claudia Cardinale                                          | Maladies génétiques : les prochaines conquêtes.                                 | ≈ 46 840 000 € 300 000 000 fr                 | ≈ 46 510 000                  |
| 1991    | 6 et 7 déc.   | Studio 102 de la Maison de la Radio à Paris                                   | Jerry Lewis, Mireille Mathieu, Alain Delon et Ornella Muti | Recherche génétique : les moyens de comprendre, la volonté de guérir.           | ≈ 36 600 000 € 240 000 000 fr                 | ≈ 36 850 000                  |
| 1992    | 4 et 5 déc.   | Auditorium Maurice-Ravel à Lyon                                               | Barbara Hendricks                                          | Grâce à vous, c'est le printemps de la génétique.                               | 47 236 398 € 314 000 000 fr                   | ≈ 47 870 000                  |
| 1993    | 3 et 4 déc.   | Arènes de l'Agora à Évry                                                      | Michel Sardou                                              | Des gènes pour guérir.                                                          | 54 718 573 € 358 930 312 fr,                  | ≈ 55 600 000                  |
| 1994    | 2 et 3 déc.   | Arènes de l'Agora à Évry                                                      | Pierre Perret                                              | Parole donnée.                                                                  | 57 209 675 € 375 000 000 fr                   | ≈ 57 520 000 € 377 309 605 fr |
| 1995    | 8 et 9 déc.   | Studio 102 de la Maison de la Radio à Paris                                   | Serge Lama                                                 | L'audace d'y croire.                                                            | 57 513 403 377 263 191 fr                     | ≈ 56 763 000                  |
| 1996    | 6 et 7 déc.   | Arènes de l'Agora à Évry                                                      | Thierry Lhermitte                                          | Un combat, des résultats - Téléthon 96, vous avez raison.                       | 59 184 527 € 388 000 000 fr                   | ≈ 56 872 000 € 373 000 000 fr |
| 1997    | 5 et 6 déc.   | Arènes de l'Agora à Évry et Arènes de Nîmes                                   | Robert Hossein                                             | Gènes-médicaments - un progrès pour la vie.                                     | 60 205 494 € 394 800 000 fr                   | ≈ 63 043 000                  |
| 1998    | 4 et 5 déc.   | Hall Rhénus à Strasbourg                                                      | Michel Boujenah                                            | La Grande Tentative.                                                            | 68 751 888 € 450 900 000 fr                   | ≈ 70 449 000 € 462 000 000 fr |
| 1999    | 3 et 4 déc.   | Opéra Comédie à Montpellier                                                   | Pierre Perret                                              | La Grande Tentative : les premiers essais.                                      | 70 341 317 € 461 000 000 fr                   | 71 417 798 € 468 400 000 fr   |
| 2000    | 8 et 9 déc.   | Champ de Mars à Paris                                                         | Patrick Sébastien                                          | Un pas de géant.                                                                | 76 491 235 € 501 749 612 fr                   | 79 640 119                    |
| 2001    | 7 et 8 déc.   | Grande halle de la Villette à Paris                                           | Jane Birkin                                                | Accélérons.                                                                     | 76 545 216 € 502 103 704 fr                   | 81 188 013                    |
| 2002    | 6 et 7 déc.   | Cirque Pinder, sur la pelouse de Reuilly à Paris                              | Axelle Red                                                 | Ensemble pour faire reculer la maladie.                                         | 85 580 752                                    | 91 546 548                    |
| 2003    | 5 et 6 déc.   | Cirque Pinder, sur la pelouse de Reuilly à Paris                              | Sandrine Kiberlain                                         | 2 jours qui comptent pour des années.                                           | 95 150 783                                    | 97 657 833                    |
| 2004    | 3 et 4 déc.   | Place du Trocadéro à Paris                                                    | Gérard Jugnot                                              | Moi je me bats et avec toi je gagne.                                            | 98 373 842                                    | 104 678 697                   |
| 2005    | 2 et 3 déc.   | Grand Palais à Paris                                                          | Yannick Noah                                               | Toi et moi en guerre contre la maladie.                                         | 99 044 125                                    | 104 078 464                   |
| 2006    | 8 et 9 déc.   | Place du Trocadéro à Paris                                                    | Gérard Jugnot et Thierry Lhermitte                         | C'était notre espoir, maintenant c'est une certitude.                           | 101 472 581                                   | 106 696 532                   |
| 2007    | 7 et 8 déc.   | Château de Vincennes                                                          | Kad Merad et Liane Foly                                    | La maladie, je la regarde droit dans les yeux et je ne baisserai pas le regard. | 96 228 136                                    | 102 315 233                   |
| 2008    | 5 et 6 déc.   | Studios 130 à La Plaine Saint-Denis                                           | Julien Clerc                                               | Sa force, c'est nous !                                                          | 95 200 125                                    | 104 911 383                   |
| 2009    | 4 et 5 déc.   | Pavillon Baltard à Nogent-sur-Marne et place Saint-François-de-Sales à Annecy | Daniel Auteuil                                             | Tous plus forts que tout !                                                      | 90 107 555                                    | 95 200 117                    |
| 2010    | 3 et 4 déc.   | Studios du Lendit à La Plaine Saint-Denis                                     | Anne Roumanoff                                             | On a tous raison(s) d'y croire !                                                | 84 076 371                                    | 90 756 400                    |
| 2011    | 2 et 3 déc.   | Studios du Lendit à La Plaine Saint-Denis                                     | Gad Elmaleh                                                | 25 ans... et bien des victoires plus tard !                                     | 86 119 425                                    | 94 091 902                    |
| 2012    | 7 et 8 déc.   | Studios 107 à La Plaine Saint-Denis                                           | Franck Dubosc                                              | Oser vaincre !                                                                  | 81 065 238                                    | 88 156 400                    |
| 2013    | 6 et 7 déc.   | Studios 107 à La Plaine Saint-Denis                                           | Patrick Bruel                                              | Le combat des parents, La vie des enfants                                       | 78 341 598                                    | 89 327 268                    |
| 2014    | 5 et 6 déc.   | Champ de Mars à Paris                                                         | Garou                                                      | C'est ici et maintenant !                                                       | 82 353 996                                    | 92 920 108                    |
| 2015    | 4 et 5 déc.   | Hippodrome de Longchamp à Paris                                               | Marc Lavoine                                               | Innover pour guérir                                                             | 80 251 183                                    | 93 850 778                    |
| 2016    | 2 et 3 déc.   | Hippodrome de Longchamp à Paris                                               | Garou                                                      | Ensemble depuis 30 ans                                                          | 80 319 113                                    | 92 740 769                    |
| 2017    | 8 et 9 déc.   | Pavillon Baltard à Nogent-sur-Marne                                           | Zazie                                                      | Le combat des parents, La vie des enfants                                       | 75 616 180                                    | 89 189 384                    |
| 2018    | 7 et 8 déc.   | Studios du Franay à Saint Cloud                                               | Pascal Obispo                                              | Vaincre la maladie, c'est enfin possible                                        | 69 290 089                                    | 85 844 117                    |
| 2019    | 6 et 7 déc.   | Parc de la Villette à Paris                                                   | Jean-Paul Rouve                                            | Toujours plus haut                                                              | 74 569 212                                    | 87 026 262                    |
| 2020    | 4 et 5 déc.   | Studios du Lendit à La Plaine Saint Denis                                     | M. Pokora                                                  | La force de guérir !                                                            | 58 290 120                                    | 77 298 024                    |
| 2021    | 3 et 4 déc.   | Studios du Lendit à La Plaine Saint Denis                                     | Soprano                                                    | Le Teléthon peut tout changer                                                   | 73 622 019                                    | 85 933 166                    |
| 2022    | 2 et 3 déc.   | Studios du Lendit à La Plaine Saint Denis                                     | Kev Adams                                                  | On ne lâche rien !                                                              | 78 051 091                                    | 90 839 067                    |
| 2023    | 8 et 9 déc.   | Studios du Lendit à La Plaine Saint Denis                                     | Vianney                                                    | Muscle ton Téléthon.                                                            | 80 671 222                                    | 92 905 533                    |
| 2024    | 29 et 30 nov. | Studios du Lendit à La Plaine Saint Denis                                     | Mika                                                       | Tous bâtisseurs                                                                 | 79 801 520                                    | 96 553 593                    |

Note : 
- En 2010, le compteur est resté en activité après la fin des trente heures de direct (à l'issue desquelles il affichait 84 076 371 € de promesses de dons).
- Ce qui fait un total de 2 730 137 195 € de promesses de dons après l'édition 2024.
- Ce qui fait un total de 2 977 310 508 € en somme collectée après l'édition 2024 (+ 9,0 % par rapport aux promesses de dons).

- Promesses de dons
- Sommes collectées

D'après le rapport de la Cour des comptes publié le 13 juin 2016, le montant moyen des dons (les recettes des animations n'étant pas comprises) est passé de 55,81 € en 2008 à 66,37 € en 2014.
| Estimation du nombre de donateurs et du montant moyen des dons |                     |                      |                            |
| Année                                                          | Nombre de donateurs | Montant des dons (€) | Montant moyen des dons (€) |
| 2008                                                           | 1 257 400           | 70 179 997           | 55,81                      |
| 2009                                                           | 1 026 459           | 62 424 130           | 60,82                      |
| 2010                                                           | 992 902             | 61 648 825           | 62,09                      |
| 2011                                                           | 1 029 187           | 64 761 474           | 62,92                      |
| 2012                                                           | 960 591             | 61 362 887           | 63,88                      |
| 2013                                                           | 949 894             | 61 765 363           | 65,02                      |
| 2014                                                           | 976 530             | 64 811 155           | 66,37                      |

## Présentation des éditions du Téléthon

### Années 1990

#### Téléthon 1998
Analysé dans cet article : Les formats de la générosité : trois explorations du Téléthon
Bernard Barataud et Michel Boujenah sont interviewés par Claude Sérillon lors du journal télévisé de 20 heures de France 2.

### Années 2000

#### Téléthon 2004
Le Téléthon 2004 s'est achevé le dimanche 5 décembre peu après 2 h 50, après 31 h 30 d'antenne sur France 2 après un long marathon télévisé à la place du Trocadéro à Paris.

#### Téléthon 2005
Le Téléthon 2005 s'est achevé le dimanche 4 décembre vers 2 h 45, après 30 h d'antenne sur France 2. Il a mobilisé 90 000 bénévoles en plus des organisateurs dans 22 000 manifestations à travers la France et le direct a dû avoir lieu au Grand Palais de Paris.

#### Téléthon 2006
Un débat s'est ouvert à la suite de la réflexion du diocèse de Fréjus-Toulon quant à l'éthique du Téléthon : est-il acceptable de financer des recherches scientifiques qui utilisent des embryons humains ? La réponse du Téléthon s'est limitée à ce qui est légal. Ce qui ne répond pas à la question, d'après les contradicteurs, qui pensent qu'une véritable réflexion sur ce sujet permettrait aux donateurs d'exercer leur générosité en toute connaissance de cause.
Le Téléthon 2006 a commencé le vendredi 8 décembre 2006 à 19 heures et s'est achevé après 30 heures d'émission précisément, le dimanche 10 décembre à 1 h 05 avec le même lieu qu'en 2004, la Place du Trocadéro à Paris.
La promesse de don fut de 101 472 581 € et il y eut 106 696 532 € de don reçu : un record.

#### Téléthon 2007
Le Téléthon 2007 a eu lieu au château de Vincennes du vendredi 7 décembre à 19 heures au dimanche 9 décembre 2007 à 1 h 50.
Ce marathon télévisuel se déploie sur tout le territoire à travers deux plateaux nationaux, à Paris et à Metz (samedi après-midi), et dans 13 villes ambassadrices France 3 qui rendront compte de la mobilisation populaire partout en France.
L'affiche est différente de celle des années précédentes. Elle est composée principalement du slogan de cette édition « La maladie je la regarde droit dans les yeux et je ne baisserai pas le regard. » et en fond, la photo des yeux de la petite Julie, 8 ans, atteinte d'une maladie neuromusculaire. Cette édition est parrainée par Kad Merad accompagné de Liane Foly. Enfin, l'AFM a lancé, dès octobre, une campagne d'affichage pour recruter des organisateurs pour cette édition.
Évolution du compteur de promesses de dons (comparatif 2006/2007)
| Heure | Téléthon 2006 | Téléthon 2007 | Écart   |
| ----- | ------------- | ------------- | ------- |
| 21 h  | 3 048 332 €   | 3 009 531 €   | -1,3 %  |
| 23 h  | 7 053 767 €   | 6 260 034 €   | -11,3 % |
| 1 h   | 9 013 828 €   | 7 644 884 €   | -15,2 % |
| 3 h   | 9 400 000 €   | 8 054 641 €   | -14,3 % |
| 5 h   | 9 500 000 €   | 8 152 614 €   | -14,2 % |
| 7 h   | 9 717 794 €   | 8 181 222 €   | -15,8 % |
| 9 h   | 12 451 831 €  | 9 800 000 €   | -21,3 % |
| 11 h  | 15 138 075 €  | 13 240 854 €  | -12,5 % |

| Heure | Téléthon 2006 | Téléthon 2007 | Écart   |
| ----- | ------------- | ------------- | ------- |
| 13 h  | 20 276 624 €  | 18 900 000 €  | -6,8 %  |
| 15 h  | 28 741 318 €  | 25 802 369 €  | -10,2 % |
| 17 h  | 36 220 097 €  | 32 711 273 €  | -9,7 %  |
| 19 h  | 49 874 954 €  | 44 039 796 €  | -11,7 % |
| 21 h  | 60 153 150 €  | 57 633 730 €  | -4,2 %  |
| 23 h  | 81 108 953 €  | 74 769 607 €  | -7,8 %  |
| 1 h   | 100 434 855 € | 90 710 870 €  | -9,7 %  |
| Final | 101 472 581 € | 96 228 136 €  | -5,2 %  |

#### Téléthon 2008
La 22e édition du Téléthon a recueilli 95 200 125 euros de promesses de dons, au terme d'un marathon diffusé en alternance sur les chaînes publiques France 2 et France 3 le week-end du 5 décembre 2008. Le montant des dons du Téléthon 2008 est quasi équivalent aux 96,2 millions d'euros promis en 2007. L'année précédente, les 96 228 136 euros de promesses de dons avaient abouti à une collecte finale de 102,3 millions d'euros, contre 106,7 millions en 2006.
Marathon de trente heures de direct, le téléthon 2008 avait pour parrain le chanteur Julien Clerc et pour porte-parole Thomas, un petit garçon de 8 ans atteint d'une myopathie qui le prive peu à peu de ses forces.
104 911 383 € : c’est le résultat final de l’édition 2008 du Téléthon, soit une concrétisation de plus de 110 % du compteur final, qui s’affichait, à la fin des trente heures d’émission, à 95 200 125 € de promesses de dons.
La collecte du Téléthon 2008 en détail :
- Télématique : 57,7 M€, plus d’1 million de donateurs, dont 41,9 M€ via le 3637 et 15,8 M€ via internet ;
- Animations sur le terrain : 41,7 M€, 22 000 animations partout en France et en Outre-mer ;
- Partenaires : 5,5 M€, 80 partenaires nationaux (entreprises et fédérations).

Évolution du compteur de promesses de dons (comparatif 2007/2008)
| Heure | Téléthon 2007 | Téléthon 2008 | Écart   |
| ----- | ------------- | ------------- | ------- |
| 21 h  | 3 009 531 €   | 2 848 191 €   | -5,36 % |
| 23 h  | 6 260 034 €   | 6 199 242 €   | -0,97 % |
| 1 h   | 7 644 884 €   | 8 017 675 €   | +4,88 % |
| 3 h   | 8 054 641 €   | 8 410 633 €   | +4,42 % |
| 5 h   | 8 152 614 €   | 8 490 000 €   | +4,14 % |
| 7 h   | 8 181 222 €   | 8 586 679 €   | +4,96 % |
| 9 h   | 9 800 000 €   | 9 701 254 €   | -1,01 % |
| 11 h  | 13 240 854 €  | 13 876 877 €  | +4,80 % |

| Heure | Téléthon 2007 | Téléthon 2008 | Écart   |
| ----- | ------------- | ------------- | ------- |
| 13 h  | 18 900 000 €  | 19 852 410 €  | +5,04 % |
| 15 h  | 25 802 369 €  | 26 561 072 €  | +2,94 % |
| 17 h  | 32 711 273 €  | 33 748 923 €  | +3,17 % |
| 19 h  | 44 039 796 €  | 44 103 562 €  | +0,14 % |
| 21 h  | 57 633 730 €  | 58 431 430 €  | +1,38 % |
| 23 h  | 74 769 607 €  | 75 581 170 €  | +1,08 % |
| 1 h   | 90 710 870 €  | 92 023 606 €  | +1,45 % |
| Final | 96 228 136 €  | 95 200 125 €  | -1,07 % |

#### Téléthon 2009
La 23e édition du Téléthon, parrainée par l'acteur Daniel Auteuil a lieu les 4 et 5 décembre au Pavillon Baltard à Nogent-sur-Marne (94130) dans le Val-de-Marne (Île-de-France) et à Annecy (74000) en Haute-Savoie (Rhône-Alpes). Le slogan de cette année est « Tous plus forts que tout ».
Comme ambassadeurs il y a Céleste (7 ans) et Léandre (10 ans). Le frère et la sœur sont tous deux atteints d'une même myopathie qui les prive, muscle après muscle, de leurs forces. Le « direct » s'est terminé vers 1 h 30.
Évolution du compteur de promesses de dons (comparatif 2008/2009)
| Heure | Téléthon 2008 | Téléthon 2009 | Écart    |
| ----- | ------------- | ------------- | -------- |
| 21 h  | 2 848 191 €   | 3 025 622 €   | +6,23 %  |
| 23 h  | 6 199 242 €   | 6 637 124 €   | +7,06 %  |
| 1 h   | 8 017 675 €   | 7 095 082 €   | -11,51 % |
| 3 h   | 8 410 633 €   | 7 107 037 €   | -15,57 % |
| 5 h   | 8 490 000 €   | 7 125 214 €   | -16,08 % |
| 7 h   | 8 586 679 €   | 7 152 223 €   | -16,71 % |
| 9 h   | 9 701 254 €   | 7 765 036 €   | -19,96 % |
| 11 h  | 13 876 877 €  | 11 888 080 €  | -14,33 % |

| Heure | Téléthon 2008 | Téléthon 2009 | Écart    |
| ----- | ------------- | ------------- | -------- |
| 13 h  | 19 852 410 €  | 17 828 494 €  | -10,20 % |
| 15 h  | 26 561 072 €  | 23 856 494 €  | -10,18 % |
| 17 h  | 33 748 923 €  | 30 697 041 €  | -9,04 %  |
| 19 h  | 44 103 562 €  | 39 868 426 €  | -9,60 %  |
| 21 h  | 58 431 430 €  | 55 555 994 €  | -4,92 %  |
| 23 h  | 75 581 170 €  | 73 444 192 €  | -2,82 %  |
| 1 h   | 92 123 606 €  | 88 001 255 €  | - 4,37 % |
| Final | 95 200 125 €  | 90 107 555 €  | -5,35 %  |

### Années 2010

#### Téléthon 2010
La 24e édition du Téléthon a lieu les 3 et 4 décembre 2010 à Paris, Troyes, Pau et dans 12 autres villes ambassadrices. Le slogan de cette année est « On a tous raison[S] d’y croire ». La marraine de ce Téléthon est Anne Roumanoff et Juline, atteinte d’amyotrophie spinale, en est l'ambassadrice.
La mascotte du Téléthon 2010 s'appelle L'Eugène et a été imaginée par la société Atmedia. Elle tire son nom des mots "Le gène" et sa forme du chromosome.
Le "direct" s'est terminé à 2 h 05, le dimanche 5 décembre 2010, après plus de trente-et-une heures de « non-stop ». Le compteur indique alors 84 076 371 €. Il n'est bloqué qu'une semaine après la fin officielle du Téléthon, en raison des nombreux reports de manifestations sur le terrain à cause des conditions climatiques. Il indique alors 90 756 400 €.
Quelques jours avant cette 24e édition, le lancement du Généthon Bioprod a été annoncé le 30 novembre.
Outre la situation globale économique difficile, cette édition s'est tenue dans un contexte météorologique peu propice à la mobilisation sur le terrain. En effet, la France a été particulièrement touchée par le froid et la neige tout au long du marathon audiovisuel, ce qui a contraint l'annulation ou le report de certaines manifestations. Le Téléthon souffre également de la polémique initiée l'année dernière[C'est-à-dire ?] ainsi que d'une médiatisation moindre en raison de la finale de la coupe Davis.
Évolution du compteur de promesses de dons (comparatif 2009/2010)
| Heure | Téléthon 2009 | Téléthon 2010 | Écart     |
| ----- | ------------- | ------------- | --------- |
| 21 h  | 3 025 622 €   | 2 617 200 €   | - 13,50 % |
| 23 h  | 6 637 124 €   | 5 050 597 €   | - 23,90 % |
| 1 h   | 7 095 082 €   | 6 428 828 €   | - 9,39 %  |
| 3 h   | 7 107 037 €   | 6 502 831 €   | - 8,50 %  |
| 5 h   | 7 125 214 €   | 6 589 565 €   | - 7,52 %  |
| 7 h   | 7 152 223 €   | 6 651 077 €   | - 7,01 %  |
| 9 h   | 7 765 036 €   | 7 703 705 €   | - 0,79 %  |
| 11 h  | 11 888 080 €  | 11 425 214 €  | - 3,89 %  |

| Heure | Téléthon 2009 | Téléthon 2010 | Écart     |
| ----- | ------------- | ------------- | --------- |
| 13 h  | 17 828 494 €  | 16 606 668 €  | - 6,85 %  |
| 15 h  | 23 856 494 €  | 23 162 966 €  | - 2,91 %  |
| 17 h  | 30 697 041 €  | 29 536 399 €  | - 3,78 %  |
| 19 h  | 39 868 426 €  | 38 649 846 €  | - 3,06 %  |
| 21 h  | 55 555 994 €  | 51 672 101 €  | - 6,99 %  |
| 23 h  | 73 444 192 €  | 69 337 234 €  | - 5,59 %  |
| 1 h   | 88 001 255 €  | 78 680 269 €  | - 10,59 % |
| Final | 90 107 555 €  | 84 076 371 €  | - 6,69 %  |

#### Téléthon 2011
La 25e édition du Téléthon a lieu les 2 et 3 décembre 2011 aux Studios du Lendit à La Plaine Saint Denis.
Pour la première fois, à l’initiative du producteur Daniel Patte, elle est diffusée sur l'ensemble des chaines du groupe France Télévisions : France 2, France 3, France 4, France 5, France Ô et Outre-Mer 1re, assurant ainsi une continuité télévisuelle complète du début à la fin de l'édition. Le direct a commencé le vendredi 2 à 18 h 50 pour se terminer dimanche 4 vers 2 h 15.
Gad Elmaleh assure le parrainage aux côtés de Raphaël, enfant atteint de la myopathie de Duchenne. L'affiche de ce 25e Téléthon représente Raphaël au bord d'une plage déguisé en Superman. Elle fait référence à l'affiche du 1er Téléthon en 1987, qui représentait un jeune garçon au bord d'une plage, ayant ses pieds qui s'enfonce dans le sable (pour représenter la maladie). Le slogan est « 25 ans... et bien des victoires plus tard».
Après quatre années de baisse, la collecte effectue une remontée : le montant des promesses de dons à la fin du direct est de 86 119 425 €.
Évolution du compteur de promesses de dons (comparatif 2010/2011)
| Heure | Téléthon 2010 | Téléthon 2011 | Écart     |
| ----- | ------------- | ------------- | --------- |
| 21 h  | 2 617 200 €   | 2 931 272 €   | + 10,70 % |
| 23 h  | 5 050 597 €   | 5 060 817 €   | + 0,20 %  |
| 1 h   | 6 428 828 €   | 6 127 565 €   | - 4,69 %  |
| 3 h   | 6 502 831 €   | 6 200 177 €   | - 4,65 %  |
| 5 h   | 6 589 565 €   | 6 232 096 €   | - 5,42 %  |
| 7 h   | 6 651 077 €   | 6 325 089 €   | - 4,90 %  |
| 9 h   | 7 703 705 €   | 7 663 680 €   | - 0,52 %  |
| 11 h  | 11 425 214 €  | 11 452 526 €  | + 0,24 %  |

| Heure | Téléthon 2010 | Téléthon 2011 | Écart    |
| ----- | ------------- | ------------- | -------- |
| 13 h  | 16 606 668 €  | 16 821 596 €  | + 1,29 % |
| 15 h  | 23 162 966 €  | 22 184 980 €  | - 4,22 % |
| 17 h  | 29 536 399 €  | 29 724 248 €  | + 0,63 % |
| 19 h  | 38 649 846 €  | 39 893 605 €  | + 3,22 % |
| 21 h  | 51 672 101 €  | 52 154 686 €  | + 0,93 % |
| 23 h  | 69 337 234 €  | 69 051 046 €  | - 0,41 % |
| 1 h   | 78 680 269 €  | 82 322 361 €  | + 4,63 % |
| Final | 84 076 371 €  | 86 119 425 €  | + 2,43 % |

#### Téléthon 2012
La 26e édition du Téléthon a lieu les 7 et 8 décembre 2012 aux Studios 107 à La Plaine Saint Denis ainsi que dans quatre villes ambassadrices : Nice (Alpes-Maritimes), Dreux (Eure-et-Loir), Saint-Paul (La Réunion) et Moissac (Tarn-et-Garonne). Le slogan de cette année est « Oser Vaincre ! ». Le parrain de ce Téléthon est le comédien et humoriste Franck Dubosc.
Le 8 septembre 2012, place de la Bastille à Paris, un après-midi de mobilisation est organisé par l'AFM et France Télévisions pour le lancement médiatique de cette édition.
Le résultat final fut de 88 156 400 €.
Évolution du compteur de promesses de dons (comparatif 2011/2012)
| Heure | Téléthon 2011 | Téléthon 2012 | Écart    |
| ----- | ------------- | ------------- | -------- |
| 21 h  | 2 931 272 €   | 2 867 570 €   | -2,17 %  |
| 23 h  | 5 060 817 €   | 4 100 082 €   | -18,98 % |
| 1 h   | 6 127 565 €   | 5 023 759 €   | -18,01 % |
| 3 h   | 6 200 177 €   | 5 275 691 €   | -14,91 % |
| 5 h   | 6 232 096 €   | 5 380 695 €   | -13,66 % |
| 7 h   | 6 325 089 €   | 5 432 928 €   | -14,11 % |
| 9 h   | 7 663 680 €   | 6 289 210 €   | -17,93 % |
| 11 h  | 11 452 526 €  | 8 500 420 €   | -25,78 % |

| Heure | Téléthon 2011 | Téléthon 2012 | Écart   |
| ----- | ------------- | ------------- | ------- |
| 13 h  | 16 821 596 €  | 15 150 228 €  | -9,94 % |
| 15 h  | 22 184 980 €  | 20 209 755 €  | -8,90 % |
| 17 h  | 29 724 248 €  | 26 759 431 €  | -9,97 % |
| 19 h  | 39 893 605 €  | 36 923 568 €  | -7,44 % |
| 21 h  | 52 154 686 €  | 50 034 287 €  | -4,07 % |
| 23 h  | 69 051 046 €  | 64 787 727 €  | -6,17 % |
| 1 h   | 82 322 361 €  | 79 470 080 €  | -3,46 % |
| Final | 86 119 425 €  | 81 065 239 €  | -5,87 % |

#### Téléthon 2013
La 27e édition du Téléthon a lieu les 6 et 7 décembre 2013 aux Studios 107 à La Plaine Saint-Denis avec Patrick Bruel comme parrain.
Cette année, il y a 5 familles ambassadrices pour ce Téléthon contrairement aux autres années.
Le résultat final fut de 89 327 268 €.
Évolution du compteur de promesses de dons (comparatif 2012/2013)
| Heure | Téléthon 2012 | Téléthon 2013 | Écart     |
| ----- | ------------- | ------------- | --------- |
| 21 h  | 2 867 570 €   | 2 606 479 €   | - 9,11 %  |
| 23 h  | 4 100 082 €   | 4 600 936 €   | + 12,22 % |
| 1 h   | 5 023 759 €   | 5 486 522 €   | + 9,21 %  |
| 3 h   | 5 275 691 €   | 5 667 308 €   | + 7,42 %  |
| 5 h   | 5 380 695 €   | N.C           | N.C *     |
| 7 h   | 5 432 928 €   | 5 667 308 €   | N.C.*     |
| 9 h   | 6 289 210 €   | 6 611 155 €   | + 5,12 %  |
| 11 h  | 8 500 420 €   | 9 815 786 €   | + 15,47 % |

| Heure | Téléthon 2012 | Téléthon 2013 | Écart    |
| ----- | ------------- | ------------- | -------- |
| 13 h  | 15 150 228 €  | 15 042 183 €  | - 0,72 % |
| 15 h  | 20 209 755 €  | 20 544 580 €  | + 1,66 % |
| 17 h  | 26 759 431 €  | 26 482 344 €  | - 1,04 % |
| 19 h  | 36 923 568 €  | 36 048 006 €  | - 2,37 % |
| 21 h  | 50 034 287 €  | 48 623 827 €  | - 2,82 % |
| 23 h  | 64 787 727 €  | 62 839 978 €  | - 3,09 % |
| 1 h   | 79 470 080 €  | 73 625 145 €  | - 7,93 % |
| Final | 81 065 236 €  | 78 341 598 €  | -3,36 %  |

#### Téléthon 2014
La 28e édition du Téléthon a lieu les 5 et 6 décembre 2014 sur le Champ-de-Mars (Paris), avec le chanteur Garou comme parrain,.
L'émission, diffusée sur France 2, France 3, France Ô et Réseau Outre-Mer 1re, a débuté le vendredi 5 décembre à 18h45 ; elle s'est terminée le dimanche 7 décembre à 1h34, avec un arrêt du compteur à 1 h 30.
Le résultat final fut de 92 920 108 €.
Évolution du compteur de promesses de dons (comparatif 2013/2014)
| Heure | Téléthon 2013 | Téléthon 2014 | Écart     |
| ----- | ------------- | ------------- | --------- |
| 21 h  | 2 606 479 €   | 2 992 192 €   | + 14,80 % |
| 23 h  | 4 600 936 €   | 5 302 614 €   | + 15,25 % |
| 1 h   | 5 486 522 €   | 6 120 237 €   | + 11,55 % |
| 7 h   | 5 667 308 €   | 6 828 383 €   | + 20,49 % |
| 9 h   | 6 611 155 €   | 7 862 922 €   | + 18,93 % |
| 11 h  | 9 815 786 €   | 10 701 679 €  | + 9,03 %  |
| 13 h  | 15 042 183 €  | 15 754 290 €  | + 4,73 %  |

| Heure | Téléthon 2013 | Téléthon 2014 | Écart    |
| ----- | ------------- | ------------- | -------- |
| 15 h  | 20 544 580 €  | 21 956 879 €  | + 6,87 % |
| 17 h  | 26 482 344 €  | 28 685 921 €  | + 8,32 % |
| 19 h  | 36 048 006 €  | 37 657 179 €  | + 4,46 % |
| 21 h  | 48 623 827 €  | 50 030 599 €  | + 2,89 % |
| 23 h  | 62 839 978 €  | 66 492 773 €  | + 5,81 % |
| 1 h   | 73 625 145 €  | 80 914 602 €  | + 9,90 % |
| Final | 78 341 598 €  | 82 353 996 €  | + 5,12 % |

#### Téléthon 2015
La 29e édition du Téléthon a lieu les 4 et 5 décembre 2015, avec le chanteur Marc Lavoine comme parrain. Initialement prévue au Champ-de-Mars (Paris), cette édition se déroulera finalement à l'hippodrome de Longchamp, en raison des attentats du 13 novembre ; de même, toutes les manifestations prévues sur la voie publique dans la capitale, comme la célèbre « marche des maladies rares », sont annulées. En lieu et place de cette marche, un des temps forts de l'événement, un rassemblement des maladies rares aura lieu sur l'hippodrome.
L'émission, retransmise sur France 2 et France 3, a débuté le vendredi 4 décembre à 18 h 45 ; elle s'est terminée le dimanche 6 décembre à 1 h 59, avec un arrêt du compteur à 1 h 47.
Par ailleurs, les villes de Avignon, Beauvais, Maussane-les-Alpilles, Roanne, Saint-Étienne et Saint-Valery-en-Caux sont les villes « ambassadrices » de cette édition 2015.
Évolution du compteur de promesses de dons (comparatif 2014/2015)
| Heure | Téléthon 2014 | Téléthon 2015 | Écart    |
| ----- | ------------- | ------------- | -------- |
| 21 h  | 2 992 192 €   | 3 122 660 €   | +3,62 %  |
| 23 h  | 5 302 614 €   | 4 890 667 €   | -7,77 %  |
| 01 h  | 6 120 237 €   | 5 392 844 €   | -11,89 % |
| 07 h  | 6 828 383 €   | 5 963 466 €   | -12,67 % |
| 09 h  | 7 862 922 €   | 6 734 790 €   | -14,34 % |
| 11 h  | 10 701 679 €  | 10 112 104 €  | -5,51 %  |
| 13 h  | 15 754 290 €  | 15 592 294 €  | -1,02 %  |

| Heure | Téléthon 2014 | Téléthon 2015 | Écart   |
| ----- | ------------- | ------------- | ------- |
| 15 h  | 21 956 879 €  | 21 143 521 €  | -3,70 % |
| 17 h  | 28 685 921 €  | 27 628 431 €  | -3,69 % |
| 19 h  | 37 657 179 €  | 37 577 678 €  | -0,22 % |
| 21 h  | 50 030 599 €  | 49 645 201 €  | -0,77 % |
| 23 h  | 66 492 773 €  | 65 150 654 €  | -2,01 % |
| 1 h   | 80 914 602 €  | 78 015 020 €  | -3,58 % |
| Final | 82 353 996 €  | 80 251 183 €  | -2,62 % |

Le résultat final fut de 93 850 778 €.

#### Téléthon 2016
La 30e édition du Téléthon a eu lieu les 2 et 3 décembre 2016 à l'hippodrome de Longchamp avec le chanteur Garou comme parrain. Les villes de Montauban, Nevers, Noyal-sur-Vilaine et Palavas-les-Flots ont été désignées comme villes « ambassadrices ».
L'émission, diffusée sur France 2 et France 3, a débuté le vendredi 2 décembre à 18 h 45 ; elle s'est terminée le dimanche 4 décembre à 2 h 7, avec un arrêt du compteur à 1 h 59.
Évolution du compteur de promesses de dons (comparatif 2015/2016)
| Jour     | Heure | Téléthon 2015 | Téléthon 2016 | Écart   |
| -------- | ----- | ------------- | ------------- | ------- |
| Vendredi | 21 h  | 3 122 660 €   | 3 244 922 €   | +3,92 % |
| Vendredi | 23 h  | 4 890 667 €   | 4 401 761 €   | -10,00% |
| Samedi   | 01 h  | 5 392 844 €   | 5 342 936 €   | -0,93 % |
| Samedi   | 07 h  | 5 963 466 €   | 5 651 808 €   | -5,23 % |
| Samedi   | 09 h  | 6 734 790 €   | 6 354 714 €   | -5,64 % |
| Samedi   | 11 h  | 10 112 104 €  | 9 468 184 €   | -6,19 % |
| Samedi   | 13 h  | 15 592 294 €  | 14 524 757 €  | -6,84 % |

| Jour     | Heure | Téléthon 2015 | Téléthon 2016 | Écart   |
| -------- | ----- | ------------- | ------------- | ------- |
| Samedi   | 15 h  | 21 143 521 €  | 20 456 357 €  | -3,25 % |
| Samedi   | 17 h  | 27 628 431 €  | 26 270 806 €  | -4,91 % |
| Samedi   | 19 h  | 37 577 678 €  | 35 856 503 €  | -4,58 % |
| Samedi   | 21 h  | 49 645 201 €  | 48 314 995 €  | -2,68 % |
| Samedi   | 23 h  | 65 150 654 €  | 64 311 652 €  | -1,29 % |
| Dimanche | 1 h   | 78 015 020 €  | 77 302 864 €  | -0,91 % |
| Dimanche | Final | 80 251 183 €  | 80 319 113 €  | +0,08 % |

Le résultat final est de 92 740 769 €.

#### Téléthon 2017
La 31e édition du Téléthon a lieu les 8 et 9 décembre 2017 au Pavillon Baltard à Nogent-sur-Marne et sur le Plateau E du siège de France Télévisions à Paris, avec la chanteuse Zazie comme marraine. Les villes ambassadrices sont au nombre de quatre: Angoulême (Charente), Saint-Quentin (Aisne), Aubagne (Bouches-du-Rhône) et Beynat (Corrèze).
Cette édition, retransmise sur France 2, France 3 et France 5, a débuté le vendredi 8 décembre à 18 h 45. Si le compteur a été arrêté le dimanche 10 décembre à 1 h 51, et le direct une minute après, France 2 a proposé dans la foulée une rediffusion de la traversée du slackliner Nathan Paulin entre la tour Eiffel et l'esplanade du Trocadero, qui avait eu lieu samedi midi, ainsi que la prestation de différents artistes avec des chorales en début de soirée ; le Téléthon 2017 s'est finalement terminé à 4 h 3.
Pour la première fois, la Grande Parade de Disneyland Paris est retransmise en direct sur une chaîne de télévision française. L'édition est marquée par des hommages au chanteur Johnny Hallyday, décédé le 6 décembre ; ses obsèques, accompagnées d'un « hommage populaire » dans les rues de Paris, ayant lieu le samedi, les programmes liés au Téléthon entre 11 h et 15 h 20, prévus à l'origine sur France 2, sont par ailleurs diffusés sur France 5 puis France 3, afin de permettre à la première chaîne de retransmettre la cérémonie,,.
Le compteur final de promesses de dons affiche une baisse de près de 6 % par rapport à 2016, soit près de 5 millions d'euros de différence ; il s'agit du plus mauvais résultat depuis l'édition de 1999. Laurence Tiennot-Herment déclara que c'est à cause du contexte difficile « La France était endeuillée. On sait que la France qui a pleuré Johnny Hallyday est en grande partie celle qui donne aussi pour le Téléthon. On peut comprendre que les Français n'avaient pas la tête à ça ».
Évolution du compteur de promesses de dons (comparatif 2016/2017),
| Jour            | Heure | Téléthon 2016 | Téléthon 2017 | Écart    |
| --------------- | ----- | ------------- | ------------- | -------- |
| Vendredi 8 déc. | 21 h  | 3 244 922 €   | 3 295 168 €   | +1,54 %  |
| Vendredi 8 déc. | 23 h  | 4 401 761 €   | 5 110 033 €   | +16,09 % |
| Samedi 9 déc.   | 1 h   | 5 342 936 €   | 5 710 687 €   | +6,88 %  |
| Samedi 9 déc.   | 7 h   | 5 651 808 €   | 5 948 972 €   | +5,70 %  |
| Samedi 9 déc.   | 9 h   | 6 354 714 €   | 6 715 914 €   | +5,68 %  |
| Samedi 9 déc.   | 11 h  | 9 468 184 €   | 9 442 624 €   | -0,27 %  |
| Samedi 9 déc.   | 13 h  | 14 524 757 €  | 13 542 652 €  | -6,48 %  |

| Jour             | Heure | Téléthon 2016 | Téléthon 2017 | Écart   |
| ---------------- | ----- | ------------- | ------------- | ------- |
| Samedi 9 déc.    | 15 h  | 20 456 357 €  | 18 906 826 €  | -7,57 % |
| Samedi 9 déc.    | 17 h  | 26 270 806 €  | 24 894 391 €  | -5,22 % |
| Samedi 9 déc.    | 19 h  | 35 856 503 €  | 33 700 257 €  | -6,01 % |
| Samedi 9 déc.    | 21 h  | 48 314 995 €  | 46 800 225 €  | -3,14 % |
| Samedi 9 déc.    | 23 h  | 64 311 652 €  | 61 833 578 €  | -3,70 % |
| Dimanche 10 déc. | 1 h   | 77 302 864 €  | 73 577 056 €  | -4,82 % |
| Dimanche 10 déc. | Final | 80 319 113 €  | 75 616 180 €  | -5,86 % |

#### Téléthon 2018
La 32e édition du Téléthon a lieu les 7 et 8 décembre 2018. Le parrain est Pascal Obispo.
L'émission, diffusée sur France 2 et France 3, a débuté le vendredi 7 décembre à 18 h 45 ; elle s'est terminée le dimanche 9 décembre à 1 h 48, avec un arrêt du compteur à 1 h 44.
L'édition est perturbée par le mouvement des Gilets jaunes, de ce fait le plateau prévu place de la Concorde à Paris est contraint de déménager dans les studios de France Télévisions Le Franay à Saint-Cloud.
Le compteur final de promesses de dons affiche à nouveau une nette baisse par rapport à l'année précédente ; 8,4 % de moins, soit une différence de plus de 6 millions d'euros en comparaison de 2017, le montant de promesses de dons étant d'ailleurs le plus faible depuis vingt éditions.
En revanche, la collecte finale s'élève à 85 844 117 €, soit un taux de concrétisation record de +23,89 %.
Évolution du compteur de promesses de dons (comparatif 2017/2018)
| Jour            | Heure | Téléthon 2017 | Téléthon 2018 | Écart   |
| --------------- | ----- | ------------- | ------------- | ------- |
| Vendredi 7 déc. | 21 h  | 3 295 168 €   | 2 732 544 €   | -17,1 % |
| Vendredi 7 déc. | 23 h  | 5 110 033 €   | 4 171 189 €   | -18,4 % |
| Samedi 8 déc.   | 1 h   | 5 710 687 €   | 4 634 359 €   | -18,8 % |
| Samedi 8 déc.   | 7 h   | 5 948 972 €   | 4 634 359 €   | -22,1 % |
| Samedi 8 déc.   | 9 h   | 6 715 914 €   | 5 461 525 €   | -18,7 % |
| Samedi 8 déc.   | 11 h  | 9 442 624 €   | 7 805 343 €   | -17,3 % |
| Samedi 8 déc.   | 13 h  | 13 542 652 €  | 11 614 041 €  | -14,2 % |

| Jour            | Heure | Téléthon 2017 | Téléthon 2018 | Écart  |
| --------------- | ----- | ------------- | ------------- | ------ |
| Samedi 8 déc.   | 15 h  | 18 906 826 €  | 17 671 018 €  | -6,5 % |
| Samedi 8 déc.   | 17 h  | 24 894 391 €  | 23 419 895 €  | -5,9 % |
| Samedi 8 déc.   | 19 h  | 33 700 257 €  | 32 355 223 €  | -4,0 % |
| Samedi 8 déc.   | 21 h  | 46 800 225 €  | 42 950 697 €  | -8,2 % |
| Samedi 8 déc.   | 23 h  | 61 833 578 €  | 56 582 334 €  | -8,5 % |
| Dimanche 9 déc. | 1 h   | 73 577 056 €  | 66 521 333 €  | -9,6 % |
| Dimanche 9 déc. | Final | 75 616 180 €  | 69 290 089 €  | -8,4 % |

#### Téléthon 2019
La 33e édition du Téléthon a lieu les 6 et 7 décembre 2019 au Parc de la Villette à Paris, avec l'acteur et réalisateur Jean-Paul Rouve comme parrain. L'émission, diffusée sur France 2 et France 3, a débuté le vendredi 6 décembre à 18 h 44 ; elle s'est terminée le dimanche 8 décembre à 1 h 50, avec un arrêt du compteur à 1 h 45.
Évolution du compteur de promesses de dons (comparatif 2018/2019)
| Jour            | Heure | Téléthon 2018 | Téléthon 2019 | Écart   |
| --------------- | ----- | ------------- | ------------- | ------- |
| Vendredi 6 déc. | 21 h  | 2 732 544 €   | 3 349 622 €   | +22,6 % |
| Vendredi 6 déc. | 23 h  | 4 171 189 €   | 5 222 540 €   | +25,2 % |
| Samedi 7 déc.   | 1 h   | 4 634 359 €   | 6 120 765 €   | +32,1 % |
| Samedi 7 déc.   | 7 h   | 4 634 359 €   | 6 296 241 €   | +35,9 % |
| Samedi 7 déc.   | 9 h   | 5 461 525 €   | 6 914 452 €   | +26,6 % |
| Samedi 7 déc.   | 11 h  | 7 805 343 €   | 9 894 423 €   | +26,8 % |
| Samedi 7 déc.   | 13 h  | 11 614 041 €  | 13 929 721 €  | +19,9 % |

| Jour            | Heure | Téléthon 2018 | Téléthon 2019 | Écart   |
| --------------- | ----- | ------------- | ------------- | ------- |
| Samedi 7 déc.   | 15 h  | 17 671 018 €  | 19 986 903 €  | +13,1 % |
| Samedi 7 déc.   | 17 h  | 23 419 895 €  | 25 565 169 €  | +9,2 %  |
| Samedi 7 déc.   | 19 h  | 32 355 223 €  | 33 023 619 €  | +2,1 %  |
| Samedi 7 déc.   | 21 h  | 42 950 697 €  | 45 074 102 €  | +4,9 %  |
| Samedi 7 déc.   | 23 h  | 56 582 334 €  | 57 624 187 €  | +1,8 %  |
| Dimanche 8 déc. | 1 h   | 66 521 333 €  | 72 057 031 €  | +8,2 %  |
| Dimanche 8 déc. | Final | 69 290 089 €  | 74 569 212 €  | +7,6 %  |

### Années 2020

#### Téléthon 2020
La 34e édition du Téléthon a lieu les 4 et 5 décembre 2020 aux Studios du Lendit à la Plaine Saint Denis, avec le chanteur M. Pokora comme parrain.
L'édition a lieu alors que la France était sous confinement sanitaire pour lutter contre la pandémie de Covid-19. 80 % des animations prévues sont annulées, ce qui affecte le compteur de dons, le terrain représente habituellement 40 % de la collecte selon Laurence Tiennot-Herment.
Évolution du compteur de promesses de dons (comparatif 2019/2020)
| Jour            | Heure | Téléthon 2019 | Téléthon 2020 | Écart   |
| --------------- | ----- | ------------- | ------------- | ------- |
| Vendredi 4 déc. | 21 h  | 3 349 622 €   | 5 851 469 €   | +74,7 % |
| Vendredi 4 déc. | 23 h  | 5 222 540 €   | 8 104 632 €   | +55,2 % |
| Samedi 5 déc.   | 1 h   | 6 120 765 €   | 9 458 618 €   | +54,5 % |
| Samedi 5 déc.   | 7 h   | 6 296 241 €   | 9 672 535 €   | +53,6 % |
| Samedi 5 déc.   | 9 h   | 6 914 452 €   | 10 436 043 €  | +50,9 % |
| Samedi 5 déc.   | 11 h  | 9 894 423 €   | 13 224 559 €  | +33,7 % |
| Samedi 5 déc.   | 13 h  | 13 929 721 €  | 16 404 165 €  | +17,8 % |

| Jour            | Heure | Téléthon 2019 | Téléthon 2020 | Écart   |
| --------------- | ----- | ------------- | ------------- | ------- |
| Samedi 5 déc.   | 15 h  | 19 986 903 €  | 19 699 238 €  | -1,4 %  |
| Samedi 5 déc.   | 17 h  | 25 565 169 €  | 23 795 022 €  | -6,9 %  |
| Samedi 5 déc.   | 19 h  | 33 023 619 €  | 30 609 473 €  | -7,3 %  |
| Samedi 5 déc.   | 21 h  | 45 074 102 €  | 37 935 039 €  | -15,9 % |
| Samedi 5 déc.   | 23 h  | 57 624 187 €  | 47 053 819 €  | -18,3 % |
| Dimanche 6 déc. | 1 h   | 72 057 031 €  | 55 013 650 €  | -23,7 % |
| Dimanche 6 déc. | Final | 74 569 212 €  | 58 290 120 €  | -21,8 % |

Le montant définitif des dons s'élève à 77 298 024 € soit près de 10 millions d'euros de moins que lors de l'édition 2019.

#### Téléthon 2021
La 35e édition du Téléthon a eu lieu les 3 et 4 décembre 2021 aux Studios du Lendit à la Plaine Saint Denis, avec le chanteur Soprano comme parrain. Le compteur a été arrêté à 1 h 32.
Évolution du compteur de promesses de dons (comparatif 2020/2021)
| Jour            | Heure | Téléthon 2020 | Téléthon 2021 | Écart  |
| --------------- | ----- | ------------- | ------------- | ------ |
| Vendredi 3 déc. | 21 h  | 5 851 469 €   | 5 351 641 €   | -8,5 % |
| Vendredi 3 déc. | 23 h  | 8 104 632 €   | 7 805 762 €   | -3,7 % |
| Samedi 4 déc.   | 1 h   | 9 458 618 €   | 8 849 992 €   | -6,4 % |
| Samedi 4 déc.   | 7 h   | 9 672 535 €   | 9 290 358 €   | -4,0%  |
| Samedi 4 déc.   | 9 h   | 10 436 043 €  | 10 100 221 €  | -3,2 % |
| Samedi 4 déc.   | 11 h  | 13 224 559 €  | 13 841 594 €  | +4,7 % |
| Samedi 4 déc.   | 13 h  | 16 404 165 €  | 17 970 112 €  | +9,5 % |

| Jour            | Heure | Téléthon 2020 | Téléthon 2021 | Écart   |
| --------------- | ----- | ------------- | ------------- | ------- |
| Samedi 4 déc.   | 15 h  | 19 699 238 €  | 23 377 358 €  | +18,7 % |
| Samedi 4 déc.   | 17 h  | 23 795 022 €  | 29 012 586 €  | +21,9 % |
| Samedi 4 déc.   | 19 h  | 30 609 473 €  | 38 054 905 €  | +24,3 % |
| Samedi 4 déc.   | 21 h  | 37 935 039 €  | 48 734 490 €  | +28,5 % |
| Samedi 4 déc.   | 23 h  | 47 053 819 €  | 60 990 730 €  | +29,6 % |
| Dimanche 5 déc. | 1 h   | 55 013 650 €  | 72 601 774 €  | +32,0 % |
| Dimanche 5 déc. | Final | 58 290 120 €  | 73 622 019 €  | +26,3 % |

Le montant définitif des dons s'élève à 85 933 166 € (montant diffusé par l'AFM le 04/04/2022) soit 17 % de plus que les promesses ou 11,25 % de plus que les dons de 2020.

#### Téléthon 2022
La 36eme édition du Téléthon a eu lieu les 2 et 3 décembre 2022 aux Studios du Lendit à la Plaine Saint Denis, avec l'acteur et humoriste Kev Adams comme parrain. Les villes ambassadrices sont au nombre de quatre : Dijon (Côte-d'Or), Lorient (Morbihan), Guebwiller (Haut-Rhin) et Cassis (Bouches-du-Rhône). Le compteur a été arrêté à 1 h 47.
Évolution du compteur de promesses de dons (comparatif 2021/2022)
| Jour            | Heure | Téléthon 2021 | Téléthon 2022 | Écart  |
| --------------- | ----- | ------------- | ------------- | ------ |
| Vendredi 2 déc. | 21 h  | 5 351 641 €   | 5 292 651 €   | -1,1 % |
| Vendredi 2 déc. | 23 h  | 7 805 762 €   | 7 685 692 €   | -1,5 % |
| Samedi 3 déc.   | 1 h   | 8 849 992 €   | 8 815 631 €   | -0,4 % |
| Samedi 3 déc.   | 7 h   | 9 290 358 €   | 9 104 074 €   | -2,0 % |
| Samedi 3 déc.   | 9 h   | 10 100 221 €  | 10 028 444 €  | -0,7 % |
| Samedi 3 déc.   | 11 h  | 13 841 594 €  | 14 016 914 €  | +1,3 % |
| Samedi 3 déc.   | 13 h  | 17 970 112 €  | 18 970 330 €  | +5,6 % |

| Jour            | Heure | Téléthon 2021 | Téléthon 2022 | Écart  |
| --------------- | ----- | ------------- | ------------- | ------ |
| Samedi 3 déc.   | 15 h  | 23 377 358 €  | 24 405 277 €  | +4,4 % |
| Samedi 3 déc.   | 17 h  | 29 012 586 €  | 29 913 710 €  | +3,1 % |
| Samedi 3 déc.   | 19 h  | 38 054 905 €  | 39 622 604 €  | +4,1 % |
| Samedi 3 déc.   | 21 h  | 48 734 490 €  | 51 045 829 €  | +4,7 % |
| Samedi 3 déc.   | 23 h  | 60 990 730 €  | 62 910 781 €  | +3,1 % |
| Dimanche 4 déc. | 1 h   | 72 601 774 €  | 74 004 932 €  | +1,9 % |
| Dimanche 4 déc. | Final | 73 622 019 €  | 78 051 091 €  | +6,0 % |

Le montant définitif des dons s'élève à 90 839 067 € (montant diffusé par l'AFM sur son site) soit 16,4 % de plus que les promesses.

#### Téléthon 2023
La 37e édition du Téléthon a lieu les 8 et 9 décembre 2023, avec le chanteur Vianney comme parrain. Les villes ambassadrices sont au nombre de quatre : Caudebec-lès-Elbeuf (Seine-Maritime), Gujan-Mestras (Gironde), Clermont-l'Hérault (Hérault) et Morestel (Isère).
L'émission, diffusée sur France 2 et France 3, a débuté le vendredi 8 décembre à 18 h 45 et s'est terminée le dimanche 10 décembre à 1 h 56, avec un arrêt du compteur à 1 h 51.
Évolution du compteur de promesses de dons (comparatif 2022/2023)
| Jour            | Heure | Téléthon 2022 | Téléthon 2023 | Écart   |
| --------------- | ----- | ------------- | ------------- | ------- |
| Vendredi 8 déc. | 21 h  | 5 292 651 €   | 5 793 321 €   | +9,5 %  |
| Vendredi 8 déc. | 23 h  | 7 685 692 €   | 8 505 001 €   | +10,7 % |
| Samedi 9 déc.   | 1 h   | 8 815 631 €   | 9 627 662 €   | +9,2 %  |
| Samedi 9 déc.   | 7 h   | 9 104 074 €   | 9 814 849 €   | +7,8 %  |
| Samedi 9 déc.   | 9 h   | 10 028 444 €  | 10 746 093 €  | +7,2 %  |
| Samedi 9 déc.   | 11 h  | 14 016 914 €  | 15 219 194 €  | +8,6 %  |
| Samedi 9 déc.   | 13 h  | 18 970 330 €  | 20 291 241 €  | +7,0 %  |

| Jour             | Heure | Téléthon 2022 | Téléthon 2023 | Écart  |
| ---------------- | ----- | ------------- | ------------- | ------ |
| Samedi 9 déc.    | 15 h  | 24 405 277 €  | 25 788 244 €  | +5,7 % |
| Samedi 9 déc.    | 17 h  | 29 913 710 €  | 31 810 778 €  | +6,3 % |
| Samedi 9 déc.    | 19 h  | 39 622 604 €  | 41 060 671 €  | +3,6 % |
| Samedi 9 déc.    | 21 h  | 51 045 829 €  | 51 742 365 €  | +1,4 % |
| Samedi 9 déc.    | 23 h  | 62 910 781 €  | 65 429 947 €  | +4,0 % |
| Dimanche 10 déc. | 1 h   | 74 004 932 €  | 76 583 140 €  | +3,5 % |
| Dimanche 10 déc. | Final | 78 051 091 €  | 80 671 222 €  | +3,4 % |

Le montant définitif des dons s'élève à 92 905 533 €, soit 13,2 % de plus que les promesses. Ce montant est également en hausse de 2,2 % par rapport à l'année précédente ; il s'agit également du meilleur résultat depuis 2015. Cependant, l'inflation annuelle s'établit à +4,9 % en 2023.

#### Téléthon 2024
La 38e édition du Téléthon a lieu les 29 et 30 novembre 2024, avec le chanteur Mika pour parrain. Alors que le marathon télévisuel se tient habituellement le premier week-end de décembre, la date de diffusion a été avancée d'une semaine par France Télévisions afin de pouvoir retransmettre les festivités liées à la réouverture de la cathédrale Notre-Dame de Paris les 7 et 8 décembre,. Les villes ambassadrices sont au nombre de quatre : Avesnes-sur-Helpe (Nord), Quimper (Finistère), Firminy (Loire) et Bonifacio (Corse-du-Sud).
L'émission, diffusée sur France 2 et France 3, a débuté le vendredi 29 novembre à 18 h 45 et s'est terminée le dimanche 1er décembre à 1 h 50, avec un arrêt du compteur à 1 h 44.
Évolution du compteur de promesses de dons (comparatif 2023/2024)
| Jour             | Heure | Téléthon 2023 | Téléthon 2024 | Écart  |
| ---------------- | ----- | ------------- | ------------- | ------ |
| Vendredi 29 nov. | 21 h  | 5 793 321 €   | 5 314 909 €   | -8,3 % |
| Vendredi 29 nov. | 23 h  | 8 505 001 €   | 7 950 742 €   | -6,5 % |
| Samedi 30 nov.   | 1 h   | 9 627 662 €   | 8 807 249 €   | -8,5 % |
| Samedi 30 nov.   | 7 h   | 9 814 849 €   | 9 008 256 €   | -8,2 % |
| Samedi 30 nov.   | 9 h   | 10 746 093 €  | 10 015 343 €  | -6,8 % |
| Samedi 30 nov.   | 11 h  | 15 219 194 €  | 14 508 544 €  | -4,7 % |
| Samedi 30 nov.   | 13 h  | 20 291 241 €  | 19 024 154 €  | -6,2 % |

| Jour              | Heure | Téléthon 2023 | Téléthon 2024 | Écart  |
| ----------------- | ----- | ------------- | ------------- | ------ |
| Samedi 30 nov.    | 15 h  | 25 788 244 €  | 24 451 968 €  | -5,2 % |
| Samedi 30 nov.    | 17 h  | 31 810 778 €  | 30 733 530 €  | -3,4 % |
| Samedi 30 nov.    | 19 h  | 41 060 671 €  | 39 413 490 €  | -4,0 % |
| Samedi 30 nov.    | 21 h  | 51 742 365 €  | 52 024 990 €  | +0,5 % |
| Samedi 30 nov.    | 23 h  | 65 429 947 €  | 65 394 484 €  | -0,1 % |
| Dimanche 1er déc. | 1 h   | 76 583 140 €  | 75 013 991 €  | -2,0 % |
| Dimanche 1er déc. | Final | 80 671 222 €  | 79 801 520 €  | -1,1 % |

Le montant définitif des dons s'élève à 96 553 593 €, soit 21 % de plus que les promesses. Ce montant est également en hausse de 3,9 % par rapport à l'année précédente. Cependant, l'inflation annuelle s'établit à +2,0 % en 2024.

## Producteurs
- 1987 - 1996 : Pierre-Henri Arnstam et Jean-Pierre Spiero[80]
- 1997 - 2003 : Daniel Patte[81]
- 2004 - 2005 : Sylvie Faiderbe
- 2006 - 2010 : Sylvie Faiderbe et Francis Margnoux
- 2011 : Daniel Patte
- 2012 - 2013 : Caroline Laudrin
- 2014 - 2020 : Philippe Vilamitjana
- Depuis 2021 : Yannick Letranchant et Ève Demumieux

## La musique du Téléthon
La musique générique du Téléthon est une composition originale de Marc Goldfeder datant de 1987.
La chanson L'Appel du cœur, écrite et composée par Claude Pons en 1999, a fait l'objet de deux singles en 2001 et 2004.
La chanson Donnez-leur interprétée par Odréna et fil rouge du département de la Seine-Saint-Denis deux années de suite, en 2004 et en 2005, a fait l'objet de deux singles.
En 2009, Aimé Nouma a écrit Tous plus forts que tout, un slam reprenant le slogan de l'édition Téléthon de cette année.
En 2012, Julie Quintin chante Unissons-nous aujourd'hui.
En 2013, Patrick Bruel, Bénabar, Cali et Marina, une jeune femme atteinte d’amyotrophie spinale, chantent Arc-en-ciel.
En 2014, Garou et Ryan interprètent Petit Garçon.
En 2015, Marc Lavoine chante Dis-moi que l'amour en duo avec Bambou.

## Analyses et critiques
Le « phénomène Téléthon » a été analysé par des chercheurs, et aussi critiqué.

### Analyses scientifiques
Elles sont généralement conduites par des sociologues, anthropologues ou encore ethnologues (ou d'autres disciplines comme la communication) qui vont réfléchir au phénomène étudié sous des angles divers. Voici quelques exemples :
Mais qui fait bouger le compteur du Téléthon ? Une construction télévisuelle de la solidarité : cet article se concentre sur le rôle du compteur de promesses de dons comme élément central de cet événement télévisuel unique. Les auteurs explorent comment ce compteur contribue à la construction d'une solidarité collective en interagissant avec la représentation télévisée, la réception du public et les actions locales. Le livre « Chorégraphier la générosité. Le Téléthon, le don, la critique » complète les thèmes de l'article.
Les formats de la générosité : trois explorations du Téléthon : sous les angles de la scénographie de l'émission télévisée, l'analyse des appels téléphoniques des donateurs, et l'observation ethnographique de la réception du programme par les téléspectateurs.
Le Téléthon, Scènes - Intérêts - Éthique livre dont le résumé par Guy Lochard donne les principaux axes de réflexion : analyse de la mise en scène, des interactions avec les donateurs et de la manière dont il est reçu par le public. En explorant les techniques de sollicitation, les motivations des dons et les formes d'engagement des téléspectateurs, cette recherche met en lumière la complexité de cet événement médiatique et son rôle dans la société française.

### Critiques formulées contre le Téléthon
Face aux multiples critiques à l'encontre de l'AFM-Téléthon, celle-ci a publié une page intitulée « Nos positions face aux polémiques »  sur leur site avec leur réponse pour chacune.

### Débat sur les cellules souches
Des évêques de France ont appelé en 2006 les fidèles à ne pas donner pour le Téléthon, car les fonds servent en partie à la recherche sur des cellules souches embryonnaires.
Dans une interpellation à l'Assemblée nationale, le 5 décembre 2006, le député socialiste Manuel Valls a violemment critiqué cette position de l'épiscopat, prise quelques jours avant le téléthon; ses opposants lui reprochent de ne pas leur opposer une critique sur le fond. La plupart des hommes politiques ont défendu le Téléthon, évoquant souvent le principe de laïcité. L'Église catholique a jugé cette critique infondée, a revendiqué son droit à la liberté d'expression et a rappelé que son avis ne concerne que ses fidèles.

### Débat sur l'importance des maladies combattues
Dans son ouvrage intitulé Le vélo, le mur et le citoyen paru en 2006, Jacques Testart reproche au Téléthon de ne pas mobiliser la solidarité en faveur de tous les handicaps : 
« Depuis bientôt deux décennies, deux jours de programme d’une télévision publique sont exclusivement réservés chaque année à une opération remarquablement orchestrée, à laquelle contribuent tous les autres médias : le Téléthon. Ainsi, des pathologies, certes dramatiques mais qui concernent fort heureusement assez peu de personnes (deux ou trois fois moins que la seule trisomie 21 par exemple), mobilisent davantage la population et recueillent infiniment plus d’argent que des maladies tout aussi terribles et cent ou mille fois plus fréquentes. »
En 2011, Jacques Testart reprend cette critique, estimant que le Téléthon a une influence indirecte sur les objectifs des laboratoires de recherche médicale publics que l'AFM finance, ceux-ci étant alors conduits à privilégier les recherches sur les myopathies, au détriment d'autres recherches tout aussi importantes, par exemple sur les maladies infectieuses. Jacques Testart adresse le même reproche au Généthon, laboratoire privé associé à des multinationales des biotechnologies afin d’être plus compétitif pour prendre des brevets et gagner des parts de marché, mais financé également par l'INSERM.

### Critiques de Pierre Bergé
En novembre 2009, Pierre Bergé, président du Sidaction, accuse le Téléthon de « parasiter la générosité des français ». Line Renaud, vice-présidente de cette même association, interrogée par Europe 1, demande « au Téléthon de partager ». Selon eux, pratiquement chaque année, toutes les ressources de l'AFM ne sont pas utilisées.
En fait, l'AFM dispose d'un an de budget d'avance dans le seul but d'anticiper et « pallier un éventuel échec du Téléthon », ce qui lui évite toute rupture de financement pendant plusieurs mois.
En 2009, des « produits financiers » ont rapporté 6,60 millions d'euros en légère baisse par rapport aux 7,89 millions de 2008, en grande partie causée par la diminution des dons et des reprises de réserves et provisions (investies sur des engagements pluriannuels), que ne compense pas la légère baisse des charges d'exploitation (survenue malgré la très légère hausse des charges de personnel), et par la hausse très sensible des charges exceptionnelles d'opérations de gestion (essentiellement des transferts de charge financière, en hausse de plus de 3 millions d'euros).
Le rapport financier de 2009 fait aussi apparaître, pour la première fois, les montants des engagements pluriannuels sur des projets stratégiques de recherche, à hauteur de 13,3 millions d'euros, qui devront être réalisés dans l'exercice 2010, déjà bien entamé avant même le début de la collecte, ce qui nécessite le maintien de réserves couvrant un peu plus de la totalité du budget correspondant nécessaire pour l'exercice 2010.

### Critiques de Thomas Lubac
Le journaliste Thomas Lubac publie en 2013 le livre Téléthon: les questions qui fâchent,,,. Il y critique notamment le fait qu'aucun myopathe n'a été guéri, et que l'événement passe trop de temps sur du divertissement au détriment de l'information sur les myopathies. Des myopathes demanderaient plus d'aides au quotidien, à la place de la recherche dont ils ne perçoivent pas les résultats. Il propose également d'utiliser l'argent pour d'autres causes touchant plus de personnes, mais moins médiatisées.

### Expérimentation animale
Des groupes opposés à l'expérimentation animale dénonce le financement de tests sur les animaux par l’AFM-Téléthon.
Face à ces accusations, l’association répond qu'elle ne s'en est jamais cachée, que ces tests sont indispensables et non remplaçables[réf. nécessaire]. Et son objectif premier reste de combattre, grâce à la recherche et aux dons du Téléthon, les maladies rares qui touchent trois millions de personnes en France[réf. nécessaire].
Fin 2016, l'association Pour une éthique dans le traitement des animaux (PETA) dénonce le financement par l'AFM-Téléthon d'expérimentations animales faites sur des chiens par l'École nationale vétérinaire d'Alfort qui, de plus, n'auraient pas abouti à des résultats. Cette action est renouvelée en 2019,.
Le 22 mai 2017, l’AFM-Téléthon a publié une mise au point sur la recherche in vivo sur son site internet. Elle y indique que « la recherche animale est une obligation réglementaire, strictement encadrée par des règlements européens et français sous le contrôle en France des ministères de l’agriculture et de la recherche. Elle est indispensable pour valider la sécurité et l’efficacité d’un traitement avant qu’il ne soit également testé chez les malades. Les chercheurs y recourent alors par nécessité légale après avoir apporté la preuve que les méthodes alternatives ne permettraient pas de parvenir à ces résultats ».
En avril 2017, une thérapie génique a démontré son efficacité chez des chiens naturellement atteints de myopathie myotubulaire. Ces chiens ont les mêmes difficultés que les enfants malades : difficultés à se mouvoir, à respirer, à déglutir… Le traitement de thérapie génique mis au point par Généthon, le laboratoire de l’AFM-Téléthon, a permis à ces chiens malades de retrouver toute leur mobilité. En 2023, une étude démontre l'efficacité de ce traitement, mais qui a possiblement des effets secondaires graves,.

### Gestion de l'argent et frais
Des critiques se sont élevées en 2009 contre des notes de frais et argent indûment versées entre 1999 et 2001. Dans son rapport de 2004, la Cour des comptes a signalé des dépenses élevées en frais de fonctionnement de l’Association française contre les myopathies.
Le 13 juin 2016, la Cour des comptes a publié son rapport sur le contrôle des comptes de l’AFM-Téléthon des exercices 2008 à 2013. Le rapport conclut à « la conformité aux objectifs poursuivis par l’appel à la générosité du public des dépenses engagées par l’Association ».
Selon le rapport annuel de l'association, pour l'exercice 2020, publié au journal officiel, environ un quart des dons (23,4%), est utilisé dans les frais de collecte et de gestion, ce qui est dans la fourchette basse des associations caritatives. Ces frais sont constitués d'achats à des entreprises commerciales, l'AFM étant une association, ne comporte pas tous les métiers en interne.
La critique relative au paiement de prestations à des laboratoires privés repose également sur la même interprétation erronée : le laboratoire Généthon n'a la charge que de la recherche génétique. Des analyses et autres nécessités scientifiques sont alors achetées dans le secteur privé.

### Critiques d'associations de personnes handicapées
Plusieurs membres du CLHEE critiquent le concept du Téléthon pour plusieurs raisons :
- Diffuser une vision misérabiliste et validiste des personnes handicapées en général, perçues comme des objets brisés à réparer et réduits à demander la charité au détriment des changements sociaux qui pourraient être réalisées pour résoudre le problème du handicap[115]
- Instiller une peur du handicap (voir handiphobie) qui accroîtrait le refus des enfants handicapés dans les écoles et de cohabitation avec les personnes handicapées en général[115]
- Utiliser des enfants-mascottes qui peuvent avoir le sentiment d'avoir été utilisés et, comme dans d'autres pays, se retourner une fois adultes contre le concept du Téléthon[116]
- Déresponsabiliser l'État sur le sujet des personnes handicapées au moyen d'un appel à la charité publique[116]